# جون كارترايت
جون كارترايت (بالإنجليزية: John Cartwright)‏ (5 نوفمبر 1940 في المملكة المتحدة - ) هو مدرب كرة قدم ومؤلف ولاعب كرة قدم بريطاني في مركز مهاجم داخلي. لعب مع كريستال بالاس ووست هام يونايتد ونادي ويمبلدون ونادي باث سيتي.

## وصلات خارجية
- جون كارترايت على موقع قاعدة بيانات كرة القدم.إي يو (الإنجليزية)